# 門静駅
門静駅（もんしずえき）は、北海道厚岸郡厚岸町門静にある北海道旅客鉄道（JR北海道）根室本線（花咲線）の駅である。電報略号はモン。事務管理コードは▲110442。

## 歴史

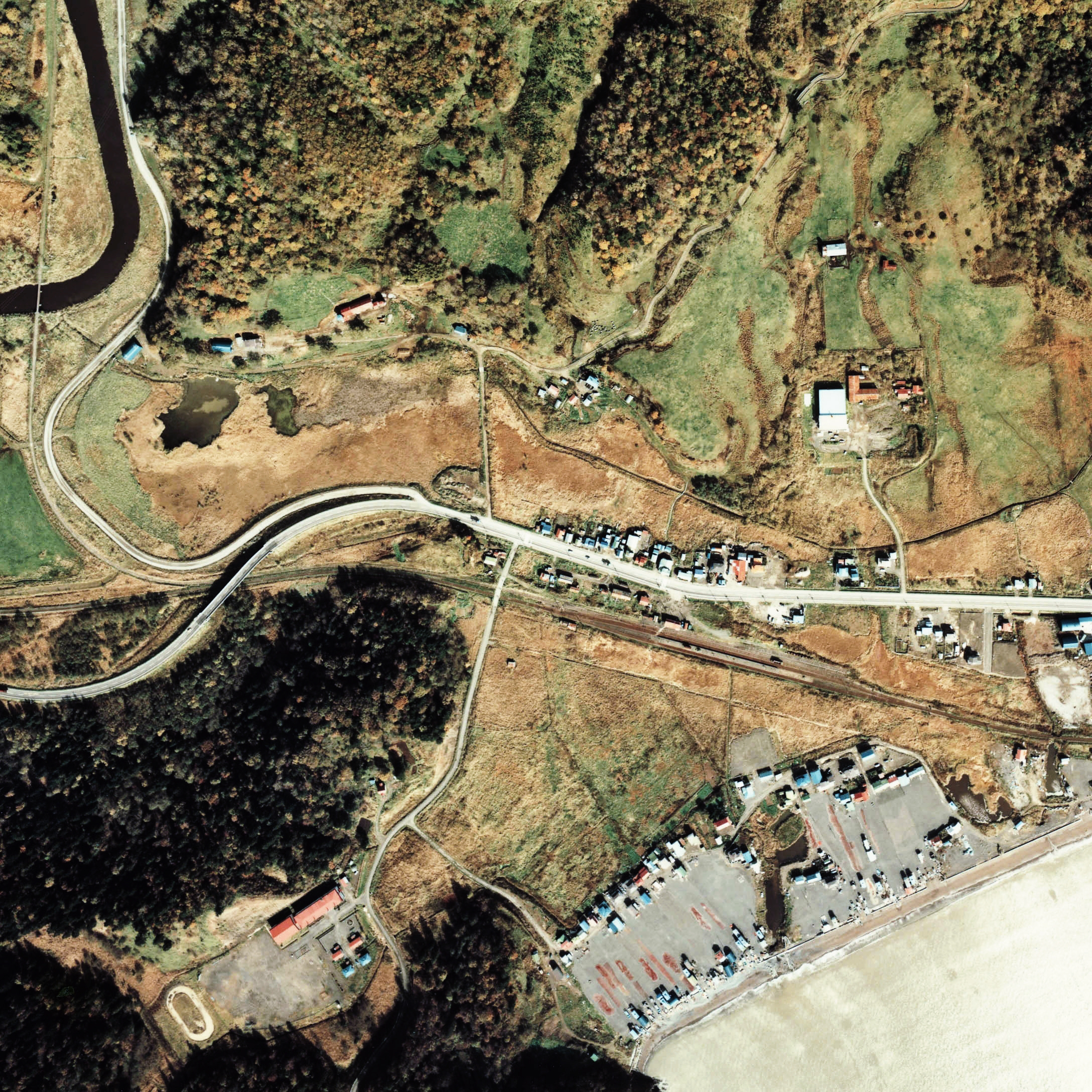
1978年の門静駅、周囲約1km範囲。右が根室方面。単式ホーム1面2線であるが、左端上方向にある砕石場から90°曲がって本線脇を並行に走り、駅舎前を通るように敷かれた専用線が、丁度駅舎前で2本の留置線に分岐していたため、ホームへは長めの構内踏切を渡らなければならなかった状況が見て取れる。また、この駅表側の留置線からは、さらに2本の側線が分岐していたのが確認できる。これら専用線は道路整備と共に既に使用を停止していて色が薄いが、1983年発行の資料（北海道690駅 小学館）ではレールは残されていた様である。

- 1917年（大正6年）12月1日：鉄道院釧路本線（→根室本線）釧路駅 - 浜厚岸駅間延伸に伴い開業（一般駅）[2][3]。
- 1924年（大正13年）12月19日：砕石採取運搬用専用線 1.9 km 敷設[4]。
- 1971年（昭和46年）10月2日：貨物取扱い廃止[5]。
- 1984年（昭和59年）2月1日：荷物取扱い廃止[5]。
- 1986年（昭和61年）11月1日：駅員無配置駅となり[6]、簡易委託化。
- 1987年（昭和62年）4月1日：国鉄分割民営化により、北海道旅客鉄道（JR北海道）の駅となる[7]。
- 1992年（平成4年）4月1日：簡易委託廃止、完全無人化。

### 駅名の由来
所在地名より。アイヌ語の「モイスッ（moy-sut）」（入り江・の根もと）に由来する。この解釈について山田秀三は、厚岸湾のゆるい浜辺が当時入江と考えられていてその端にあることからついた名である、と考えている。

## 駅構造

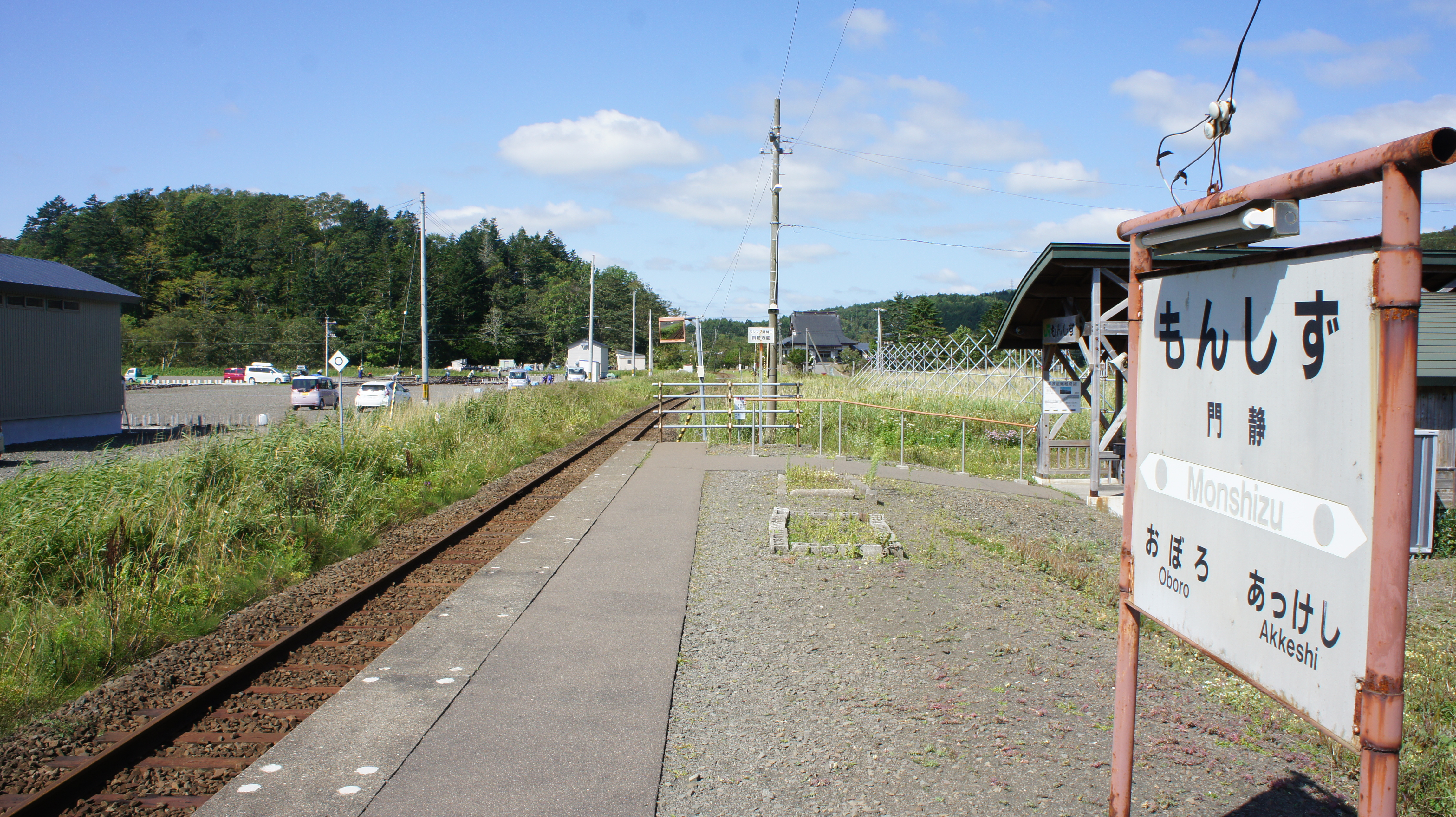
ホーム（2018年9月）

単式ホーム1面1線をもつ地上駅。厚岸駅管理の無人駅である。
もとは島式ホームの交換駅であった。加えて当駅から北東2 km の位置にある採石場から保線用のバラストを出荷しており、そのための専用線が分岐していた。

## 利用状況
乗車人員の推移は以下のとおり。年間の値のみ判明している年については、当該年度の日数で除した値を括弧書きで1日平均欄に示す。乗降人員のみが判明している場合は、1/2した値を括弧書きで記した。
また、「JR調査」については、当該の年度を最終年とする過去5年間の各調査日における平均である。
| 年度               | 乗車人員 | 乗車人員 | 乗車人員 | 出典       | 備考                |
| 年度               | 年間     | 1日平均  | JR調査   | 出典       | 備考                |
| ------------------ | -------- | -------- | -------- | ---------- | ------------------- |
| 1978年（昭和53年） |          | 52       |          | [ 10 ]     |                     |
| 1992年（平成04年） |          | (13.0)   |          | [ 11 ]     | 1日平均乗降客数26人 |
| 2016年（平成28年） |          |          | 11.2     | [ JR北 1 ] |                     |
| 2017年（平成29年） |          |          | 9.2      | [ JR北 2 ] |                     |
| 2018年（平成30年） |          |          | 10.0     | [ JR北 3 ] |                     |
| 2019年（令和元年） |          |          | 9.0      | [ JR北 4 ] |                     |
| 2020年（令和02年） |          |          | 9.0      | [ JR北 5 ] |                     |
| 2021年（令和03年） |          |          | 10.0     | [ JR北 6 ] |                     |
| 2022年（令和04年） |          |          | 9.4      | [ JR北 7 ] |                     |

## 駅周辺
門静の集落がある。
- 国道44号
- 門静簡易郵便局
- 厚岸町浄水場
- くしろバス「門静駅」停留所[12]

## 隣の駅
北海道旅客鉄道（JR北海道）
根室本線（花咲線）
尾幌駅 - 門静駅 - 厚岸駅

### JR北海道
1. ↑  「根室線（釧路・根室間）」（PDF）『線区データ（当社単独では維持することが困難な線区）』、北海道旅客鉄道、2017年12月8日。オリジナルの2017年12月9日時点におけるアーカイブ。2017年12月10日閲覧。
2. ↑  「根室線（釧路・根室間）」（PDF）『線区データ（当社単独では維持することが困難な線区）(地域交通を持続的に維持するために)』、北海道旅客鉄道株式会社、3頁、2018年7月2日。オリジナルの2018年8月19日時点におけるアーカイブ。2018年8月19日閲覧。
3. ↑  “根室線（釧路・根室間）” (PDF). 線区データ（当社単独では維持することが困難な線区）(地域交通を持続的に維持するために).   北海道旅客鉄道. p. 3 (2019年10月18日). 2019年10月18日時点のオリジナルよりアーカイブ。2019年10月18日閲覧。
4. ↑  “根室線（釧路・根室間）” (PDF). 地域交通を持続的に維持するために > 輸送密度200人以上2,000人未満の線区（「黄色」8線区）.   北海道旅客鉄道. p. 3 (2020年10月30日). 2020年11月2日時点のオリジナルよりアーカイブ。2020年11月2日閲覧。
5. ↑  “駅別乗車人員  特定日調査（平日）に基づく”.   北海道旅客鉄道. 2022年8月3日時点のオリジナルよりアーカイブ。2022年8月14日閲覧。
6. ↑  “駅別乗車人員  特定日調査（平日）に基づく”.   北海道旅客鉄道. 2022年9月3日時点のオリジナルよりアーカイブ。2022年9月3日閲覧。
7. ↑  “駅別乗車人員  特定日調査（平日）に基づく”.   北海道旅客鉄道. 2023年11月10日時点のオリジナルよりアーカイブ。2023年11月10日閲覧。